# Síndrome de Von Hippel-Lindau
A síndrome de von Hippel Lindau ou VHL é uma angioblastomose cerebelorretiniana, autossômica dominante.  A Síndrome de von Hippel-Lindau é uma doença genética rara que envolve o crescimento anormal de tumores em partes do corpo particularmente irrigadas por sangue.
É caracterizada pela presença de hemangioblastomas e carcinoma renal (carcinoma renal de células claras), anormalidades adrenais, pancreáticas e escrotais. Afeta igualmente homens e mulheres. O início da doença ocorre na 2ª e 3ª décadas de vida.
O Dr. Eugen Von Hippel descreveu os angiomas dos olhos em 1904. O seu nome é geralmente associado a manifestações do VHL na retina. O Dr. Arvid Lindau descreveu os angiomas do cérebro e da medula espinhal em 1926. O seu nome é geralmente associado às manifestações de VHL no sistema nervoso central.[carece de fontes?]
Uma vez diagnosticado VHL em alguma parte do corpo, é muito importante realizar um exame exaustivo para detectar outras possíveis manifestações da doença noutras partes do corpo e regressar para novos aos exames com a periodicidade recomendada pela equipa médica.

## Como o VHL é herdado
A doença de Von Hippel-Lindau é transmitida geneticamente e é causada por um gene dominante. A idade em que aparecem os primeiros sintomas, os órgãos em que a doença se manifesta ou sua gravidade variam significativamente de pessoa para pessoa.
Se uma família apresenta um histórico de VHL, é importante fazer exames preventivos dos membros dessa família, antes do aparecimento de qualquer sintoma.